# Svatý Hubert (Drahouš)
Svatý Hubert je osada, část obce Drahouš v okrese Rakovník ve Středočeském kraji. V roce 2011 zde trvale žili čtyři obyvatelé.

## Historie
První písemná zmínka o vesnici pochází z roku 1787.

## Obyvatelstvo
Při sčítání lidu v roce 1921 zde žilo deset obyvatel (z toho čtyři muži), z nichž byl jeden Čechoslovák a devět Němců. Všichni se hlásili k římskokatolické církvi. Podle sčítání lidu z roku 1930 měla osada patnáct obyvatel: sedm Čechoslováků a osm Němců. I tentokrát všichni byli římskými katolíky.
| Rok            | 1869 | 1880 | 1890 | 1900 | 1910 | 1921 | 1930 | 1950 | 1961 | 1970 | 1980 | 1991 | 2001 | 2011 | 2021 |
| -------------- | ---- | ---- | ---- | ---- | ---- | ---- | ---- | ---- | ---- | ---- | ---- | ---- | ---- | ---- | ---- |
| Počet obyvatel | 47   | 58   | 44   | 10   | 9    | 10   | 15   | 8    | 7    | 10   | 12   | 8    | 6    | 4    | 2    |
| Počet domů     | 6    | 6    | 6    | 6    | 4    | 4    | 4    | 3    | 3    | 3    | 3    | 2    | 2    | 2    | 2    |

## Obecní správa
Při sčítání lidu v letech 1850–1975 Svatý Hubert byl osadou obce Drahouš, se kterým patřil nejprve do okresu Podbořany, ale od roku 1960 v okrese Rakovník. Od 1. ledna 1976 do 31. prosince 1992 byl částí města Jesenice v okrese Rakovník. Od 1. ledna 1993 je opět částí obce Drahouš v okrese Rakovník.

## Pamětihodnosti

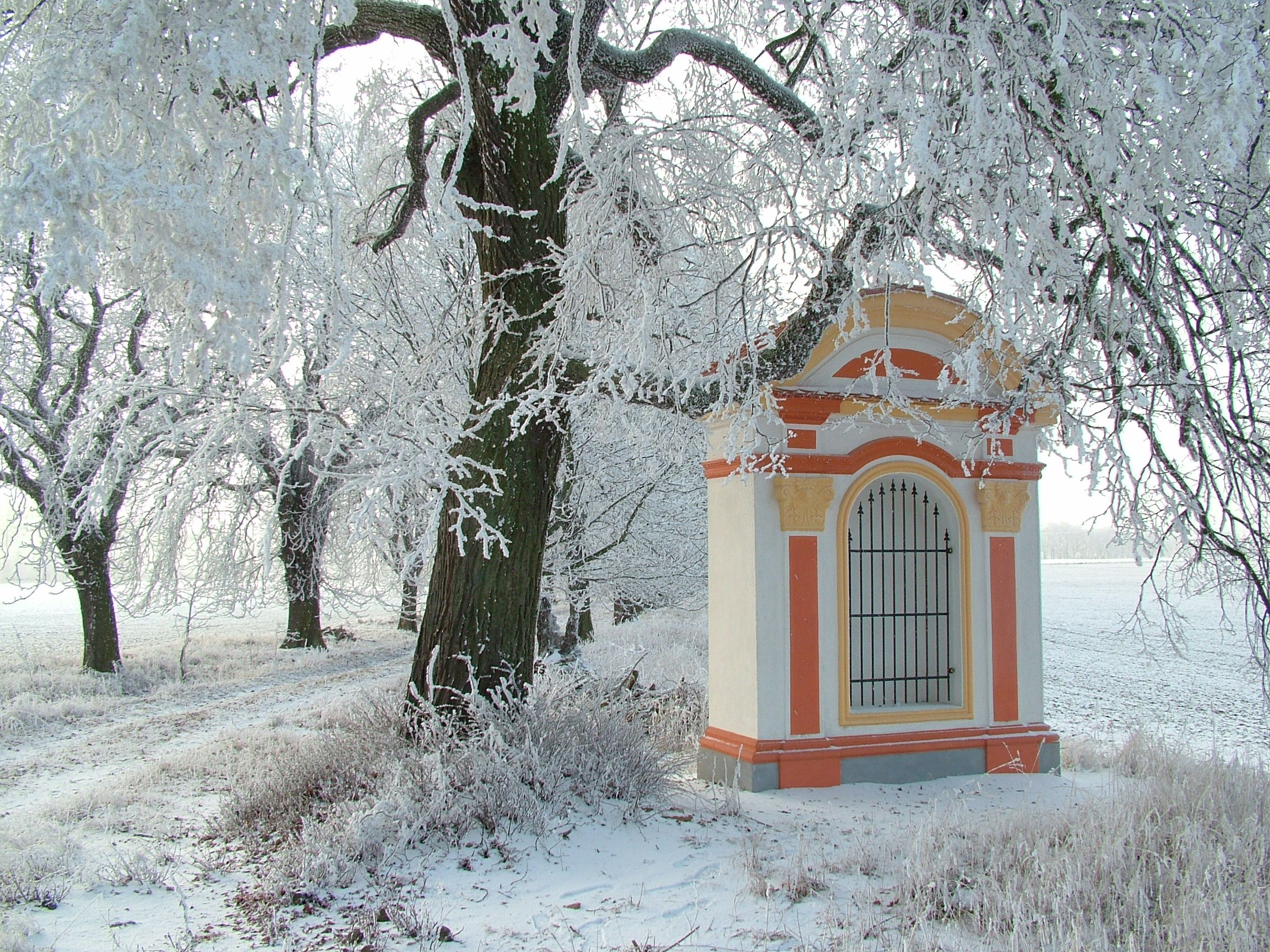
Kaplička poblíž Svatého Huberta

- Zámeček Svatý Hubert s loveckým pavilonem Plaveč

## Významní rodáci
- Josef Rank (1833–1912), český lexikograf